# Fédération Universelle des Ordres et Sociétés Initiatiques
Fédération Universelle des Ordres et Sociétés Initiatiques em francês, ou Federatio Universalis Dirigens Ordines Societatesque Initiationis em latim, ou ainda FUDOSI ou FUDOESI, foi fundada em 14 de Agosto de 1934, em Bruxelas (Bélgica), como uma federação autônoma de ordens e sociedades esotéricas.

## Plano de fundo
A FUDOSI foi uma tentativa de criar uma federação de ordens místicas com a missão de "proteger as sagradas liturgias, ritos e doutrinas das ordens iniciáticas tradicionais de serem apropriadas e profanadas por organizações clandestinas". Um de seus principais fundadores foi AMORC (Antiga Ordem Mística Rosae Crucis). Um documento AMORC descreve a natureza da FUDOSI da seguinte forma:
Algumas pessoas, cujas mentes ainda não receberam luz suficiente, têm se perguntado por que foi necessário reunir em uma Federação Universal as Ordens e Sociedades Iniciaticas, que, em seu próprio campo de trabalho, gozam da mais absoluta e completa liberdade e perfeita autonomia e independência. A esta pergunta podemos responder que, mais do que em qualquer outra coisa, é no trabalho iniciático que a maior vigilância é indispensável e que uma disciplina internacional estrita e ativa deve ser exercida. Devemos reconhecer e lamentar que existem muitos falsos profetas e uma série de chamados iniciados que usam, para fins egoístas e tirânicos de dominação, o pretexto da iniciação para se impor e explorar pessoas crédulas e sinceras. Já era hora de alertar o público contra esses falsos líderes e contra as doutrinas nocivas que eles ensinavam a almas confiantes. Em cada país, cada Ordem autêntica e regular conhece seus imitadores e esses falsos profetas. Era preciso vigiar esses movimentos clandestinos, expor esses impostores ou instrumentos de forças ocultas e não confessadas, em todos os países, onde quer que estejam operando, e assim evitar qualquer confusão entre as Ordens regulares e autênticas e as Organizações falsas que são prejudiciais ou que dão ensinamentos que nada têm a ver com a Tradição Universal e Esoterismo. E também era necessário que as Ordens autênticas fossem cuidadosas na seleção de seus membros e seus oficiais e em manter seus adeptos e alunos no caminho certo das verdadeiras doutrinas, obrigando-os a seguir uma linha rígida de disciplina, racional, trabalho sincero e consciencioso, para evitar ensinamentos radicais e heterodoxia. Este imenso trabalho que visava proteger as Ordens contra seus inimigos internos e externos foi realizado com sucesso pela FUDOSI e agora está em andamento.

## Convenções
Durante sua existência, a FUDOSI organizou oito convenções:
- 1934 (8 de Agosto - 16 de Agosto): Bruxelas, Bélgica
- 1936 (Setembro): Bruxelas, Bélgica
- 1937 (Agosto): Paris, France
- 1939 (4 de Setembro - 10 de Setembro): Bruxelas, Bélgica
- 1946 (21 de julho - 25 julho): Bruxelas, Bélgica
- 1947 (Setembro): Paris, França
- 1949 (Janeiro): Bruxelas, Bélgica
- 1951 (Agosto): Bruxelas, Bélgica. A 8ª convenção terminou em 14 de Agosto de 1951.

## Dissolução
Após o fim da 8.ª convenção (14 de agosto de 1951), a FUDOSI foi dissolvida após fortes desentendimentos entre Emile Dantinne e Ralph M. Lewis. A 8ª convenção terminou depois que Ralph M. Lewis criticou Jean Mallinger (Sar Elgrim), um dignitário da FUDOSI, por ter um "problema" com a AMORC pela admissão de membros afro-americanos. Os três Imperators assinaram um documento oficial que marcou o fim da FUDOSI.